# 下長崎村
下長崎村（しもながさきむら）は、長崎県西彼杵郡にあった村。1898年（明治31年）に長崎市に編入された。現在の長崎市中央地区の一部にあたる。

## 地理
野母半島（長崎半島）及び西彼杵半島の基部、中島川支流の銅座川流域に位置する。
- 河川：銅座川

## 沿革
江戸時代は幕府領（慶長年間は大村藩領）のうち、長崎奉行の支配する「長崎町」を総称する地域と長崎代官の支配する農村部があり、これらを合わせて長崎村と称した。後に下長崎村となる区域は、上記のうち農村部の地域にあたる。
長崎村は1878年（明治11年）の郡区町村編制法施行により、村内のうち「長崎町」を総称する区域を長崎区として分立。残部（農村部）は上長崎村・下長崎村に分割された。
- 1889年（明治22年）4月1日 - 市制・町村制施行により、下長崎村の一部が長崎市に編入し、同村の残部をもって西彼杵郡下長崎村が発足。
- 1898年（明治31年）10月1日  - 戸町村・淵村・上長崎村の各一部[4]とともに長崎市に編入し、下長崎村は自治体として消滅。

## 地名
郷を行政区域とする。大字は設置していない。
- 高野平郷
- 小島郷
- 十善寺郷

## 名所・旧跡
- 高島秋帆旧宅[5]
- 板垣絹子生家・小島郷 荒木家（学校法人順心広尾学園の創始者）